# Falsomesosella grisescens
Falsomesosella grisescens är en skalbaggsart som beskrevs av Stefan von Breuning 1939. Falsomesosella grisescens ingår i släktet Falsomesosella och familjen långhorningar. Inga underarter finns listade i Catalogue of Life.